# Contada en blanco
Se llama contada en blanco en selvicultura a una comprobación que se hace una vez cortados y pulidos los troncos obtenidos en la corta de un bosque y cuando todavía no se han separado de los tocones de los árboles que proceden los troncos.
Tiene esta comprobación por objeto el evitar los fraudes posibles que podrían cometerse llevando al bosque cortado troncos procedentes de otros bosques vecinos.
- El contenido de este artículo incorpora material del tomo 15 de la Enciclopedia Universal Ilustrada Europeo-Americana (Espasa), cuya publicación fue anterior a 1945, por lo que se encuentra en el dominio público.

- Datos: Q5784920